# تونالیته
تونالیته (به فرانسوی: tonalité) یا تُنالیته یا مایه در موسیقی، شامل ردیف منظم و نامنظم صداهای یک گام است؛ بنابراین، هر اثر در موسیقی در مایهٔ مشخصی ساخته می‌شود.
برای مثال، یک آهنگ در مایهٔ «لا» ساخته می‌شود؛ یا می‌توان گفت گام این آهنگ «لا» است.
به عبارت دیگر، یک صدای مرکزی، که صداهای دیگر به آن اتّکا داشته باشند، باعث ایجاد مایه (تونالیته) می‌شود. این صدا نت پایه نام دارد که مبنای تونالیته است.